# Sampi
Sampi (Ϡϡ, arkaiske form: ) er det sidste bogstav i det græske alfabet.

## Computer
|   | decimal | hex     | HTML |
| - | ------- | ------- | ---- |
| Ϡ | &#992   | &#x3E0  |      |
| ϡ | &#993   | &#x3E1  |      |
| Ͳ | &#882;  | &#x372; |      |
| ͳ | &#883;  | &#x373; |      |